# Montgeron
Montgeron [mɔ̃ʒ(ə)ʁɔ̃] ist eine französische Stadt und Gemeinde mit 23.890 Einwohnern (Stand 1. Januar 2022) in Frankreich im Nordosten des Département Essonne. Sie gehört zu den südlichen Vorstädten von Paris und ist 18 Kilometer vom Zentrum von Paris entfernt.
Die erste Tour de France begann am 1. Juli 1903 um etwa 15:15 Uhr am Café Le Réveil-Matin in Montgeron.

## Bauwerke
- Pavillon du Moustier, Landsitz aus dem 17. Jahrhundert, in dem zeitweise der Maler Émile Auguste Carolus-Duran lebte
- Schloss Rottembourg, Wohnsitz von Henri Rottembourg, bekannt durch Gemälde von Claude Monet
- Domaine des Prés, Schloss aus dem 18. Jahrhundert
- Schloss Chalandray, Schloss aus dem 19. Jahrhundert
- Hôtel de ville, Rathaus aus dem 19. Jahrhundert
- Schloss Montgeron, auch Château de la princesse de Beauvau, Gebäude von 1832, seit 1946 als Lycée genutzt
- Église Saint-Jacques, Kirche erbaut 1855/56

## Städtepartnerschaften
Montgeron unterhält Partnerschaften zu Viernau, Ortsteil der Stadt Steinbach-Hallenberg (Deutschland), Eschborn (Deutschland) und Póvoa de Varzim (Portugal).

## Persönlichkeiten
- Georges Cyr (1881–1964), Maler und Aquarellist